# 恐竜エキスポふくい2000
恐竜エキスポふくい2000（きょうりゅうエキスポふくい2000）は、2000年（平成12年）に福井県勝山市のかつやま恐竜の森で開催された地方博覧会。メイン施設の1つに福井県立恐竜博物館がある。

## 概要
- テーマ - 地球の再発見、時代の展望
- サブテーマ - ①ふるさとからの発進、勝山、奥越、ふくい ②地球のふところへ、そして新世紀 ③太古との出会い、夢の発掘 ④恐竜世界で再び、歴史都市で遊ぶ
- マスコット - フクリュウ、フッピー
- 会場 - メイン会場：福井県勝山市長尾山総合公園 サブ会場：大野市、和泉村
- 会期 - 平成12年7月20日 - 9月17日（60日間）

## 入場料
- （ ）カッコ内は前売券

|                                    | 大人             | 高校生           | 小中学生         | 福祉施設等    |
| ---------------------------------- | ---------------- | ---------------- | ---------------- | ------------- |
| 普通入場券                         | 2500円（2200円） | 1500円（1300円） | 1000円（900円）  | －            |
| 特別割引入場券                     | 1200円（1200円） | 700円（700円）   | 500円（500円）   | －            |
| 一般団体割引入場券                 | 2200円（なし）   | 1300円（なし）   | 900円（なし）    | －            |
| 学校行事団体割引入場券             | －               | 700円（なし）    | 500円（なし）    | 500円（なし） |
| 夜間割引入場券                     | 1200円（なし）   | 700円（なし）    | 500円（なし）    | －            |
| 全期間通用入場券（フクリュウパス） | 7500円（6000円） | 4500円（4000円） | 3000円（2500円） | －            |

## パビリオン

### ディスカバリーゾーン
水と生き物探検館
- 出展者：「水と生き物探検館」出展実行委員会
- 「水と生命のふしぎゾーン」では、サメやオウムガイ、カブトガニ、ガーなどの「生きている化石」の生態展示を行う。
- 「恐竜は生きている？ゾーン」では、ミズオオトカゲのいる水辺やマダガスカルの森等を再現し、恐竜の子孫である爬虫類の生態を、恐竜との比較を行いながら展示する。
- 「エピローグ」では、恐竜博物館ができるまでを紹介する。

どきどき恐竜発掘ランド
- 恐竜発掘キャンプの現場をリアルに再現。レプリカの恐竜化石が埋まっている砂場や、本物の化石の発掘に挑戦できるエリアなどがある。

海のふしぎ館（テーマ館）
- 「海」をテーマに、「貝」を通して生物進化の中で自然が創り上げた造形美の世界を見せる。
- 世界三名宝と呼ばれる貝や、世界最大のオオシャコガイ、太古の貝などを展示する。

恐竜街道ふれあい館
- 出展者：富山県、石川県、岐阜県、福井県
- 日本で最も恐竜化石を産出している「手取層群」が分布している4県連携による出展パビリオン。
- 「恐竜街道で恐竜と出会い、自然と遊ぶ」をコンセプトに、4県の自然や観光スポット、伝統工芸品や郷土芸能などを紹介展示する。

チャマゴンランド（勝山市館）
- 出展者：勝山市
- 勝山市のご当地キャラクター「チャマゴン」「チャマリン」を紹介。「エアーチャマゴン」や「チャマゴンプリクラ」などがある。
- 「恐竜王国・勝山スタンプラリー」のパスポートの配布も行っている。

野菜ジャングル
- 出展者：テラル越前農業協同組合
- ナスやキュウリ、スイカなどの野菜を宙づりにして栽培しているテラス。サトイモや越前大野ナスなど、地域農産物を販売するコーナーもある。

ふるさと交流館
- 出展者：福井坂井地区広域観光連絡会、福井県丹南広域組合、大野・勝山地区広域行政事務組合、嶺南地区出展実行委員会（県内35市町村）
- 福井坂井地区ブース「来て、みて、ふれて、福井・新発見！」- 地域の様々な特産品の展示
- 丹南地区ブース「“たんなん”悠遊」- 地元の温泉を会場で手触り体験。
- 奥越前地区ブース「故郷へようこそ」- いろり端での手工芸等の実演コーナーなど。
- 嶺南地区ブース「食・祭・海・道 若狭路」- 水の流れる若狭湾の再現など。

お国じまん館
- 出展者：長野県、静岡県、三重県、滋賀県、京都府、大阪府、兵庫県、奈良県、和歌山県、福井県
- 福井県と結びつきの深い中部、近畿の府県の、観光スポットや地場産業、伝統工芸を日替わりで紹介する。
- 福井の味を紹介する「味なふれあいステーション」では、調理の実演を行う。

### トゥモローゾーン
ディノ・ファンタジア
- 出展者：「ディノ・ファンタジア」出展実行委員会、核燃料サイクル開発機構、関西電力、日本原子力発電、北陸電力
- 大型映像とミュージカルの役者が一体となったファンタジックショー。恐竜時代にタイムスリップした少女とイグアノドン三兄弟が冒険を繰り広げる。

国際交流・ジュラシック回転劇場（テーマ館）
- 直径14mのターンテーブルの観客席に乗り、約7分の1周の間に、地球の誕生から恐竜の繁栄・絶滅までをパノラマや映像で体験。
- 福井県と友好提携のあるアメリカ・ニュージャージー州や中国・浙江省の紹介も。

産業みらい館（集合館）
- NECオーシャンミステリークルーズ〜カンブリア紀の海洋大冒険〜（NEC）- PCと大型モニターを使った、カンブリア紀の海を探検するアドベンチャーラリーゲーム。
- NTTグループ館 〜森の中からマルチメディア紀へ〜（NTTグループ）-「電子図書館」「ホームページ作成体験」「モバイル商品」などの展示や体験。
- KOMATSUシルエットDINO（コマツ）- メインシアターは建機の親子の物語のCGアニメ。建機を恐竜に見立てたパネル展示も。
- 福井銀行「ナ・チュ・ラ ワールド」（福井銀行）- 福井銀行のキャラクター「ナチュラ」をテーマに、やすらぎの空間を提示・演出。
- ふくいの繊維〜未来〜（福井県繊維協会）- 福井県の基幹産業である繊維品を、映像やパネル、実物等で紹介。
- ふくいの伝統工芸品（福井県伝統的工芸品産業指定産地組合協議会、福井県指定郷土工芸品振興協議会）- 福井県の伝統工芸産業の紹介。名工たちの実演や販売。
- 北陸マルタカ 〜太古の世界の安らぎを求めて!〜（北陸マルタカ）- マッサージ機の無料体験や健康チェック。電動リフトなどの福祉機器の紹介。
- ジャクエツ キッズ・ガーデン（ジャクエツ）-「あそびわくわく体験」をテーマに、エアークッション遊具や折り紙遊び、ジャクエツオリジナルブロック1万個を入れたスペースなど。
- 恐竜切手館 ディノポスト（郵便局）- 世界の恐竜・古代生物の切手のコレクション。切手に描かれた恐竜の化石の展示、恐竜画家マーク・ハレットの原画の展示。
- 自然・四季を彩る、リゾートライフ提案館（勝山東急リゾート）- 福井県の自然とスキージャム勝山ならではの多角的通年型のリゾートライフの提案展示。

福井県立恐竜博物館
- 「恐竜の世界」ゾーン、「地球の科学」ゾーン、「生命の歴史」ゾーンの3つのゾーンで、恐竜や古代生物、地球誕生から生物の進化の歴史までを展示紹介する。

### イマジネーションゾーン
恐竜アドベンチャーシアター（テーマ館）
- 地球・自然・恐竜と人間の共生をテーマに、白亜紀にタイムスリップした少年たちの冒険を上映する。

アフター10ミニッツワールド
- 出展者：北陸セルラー電話
- 恐竜研究所が敷地ごと白亜紀へタイムスリップしたという設定のもと、恐竜たちが暴れまわった10分後の世界をリアルに再現した屋外パノラマ展示。
- 肉食恐竜が逃げ出した檻、破壊された研究所やジープ、襲われた赤ちゃん恐竜や大型の足跡などを配置。

ふしぎ科学体験館
- 出展者：科学技術庁、福井県
- 「サイエンスシアター」では、ふくい博士と小さな恐竜フクリュウくんによる、科学実験ショーを上演。
- 大型モニターでの「サイエンスチャンネル」や、PCやインターネットを使った科学の展示コーナーなど。

ケナフロード
- 勝山市の小学校や協力団体によって植えられた、「地球にやさしい植物」ケナフの道。

## 施設など

### コミュニケーションゾーン
ふるさと味自慢
- 手軽なテイクアウトスタイルで、ふるさとの味が楽しめるコーナー。
- 出店：「ラブリー牧場まきばの里」「味は心 濱作」「料理バンザイ」「たこやきたこタロウ」「ガオガオザウルス」

ふるさと物産市
- 福井県内の地元特産品等を集め販売するコーナーや、記念品グッズ以外のファンシーグッズを取り扱うコーナーなど
- 出店：「チャマゴンショップ」「チャマリンショップ」「海産坊 幸清」「福井県物産協会」「奥越前地酒一本義」「ザウルス（恐竜ショップ）」「グラスアイランド」

ふるさとステージ
- 市町村スペシャルデー - 県内各市町村の伝統芸能や太鼓、民謡など・
- 県民参加プログラム - 県内のバンドや合唱など、多彩なジャンルのグループによるステージ。
- 恐竜鳴き声コンテスト＆エキスポクイズ
- ストリートパフォーマンス - 大道芸人たちによるパフォーマンス。

### ディスカバリーゾーン
ワールドグルメ
- 世界各国の料理をテイクアウトスタイルで味わうことができる、インターナショナルフードコーナー。
- 出店：「好吃（八チオー）」（中国） 「ボンジュック」（トルコ） 「ウルトラ・デ・レストラン」（M78星雲ウルトラの星） 「アメリカンドリーム」（アメリカ） 「マハラジャ」（インド） 「マッチャラン（味自慢）」（韓国）

ワールドバザール
- 世界各国の民芸品、土産品の販売など。
- 出店は「世界のワイン」「ディノショップ」「魔法のじゅうたん」「コリアプラザ」「ベル中国物産店」「インド民芸品バザール」「トルコの古代市場」「J,ワールド」「フクリュウショップ」「日通のペリカン便」。

### トゥモローゾーン
メインステージ
- イベントについては、下記参照。

レストラン・ディノパラダイス
- エキスポのテーマに沿い、自然と融合した刺激的な食空間を提供する総合レストラン。店内では恐竜たちが来客をお出迎え。
- 手軽なテイクアウトスタイルの、オープンテラスのカフェテリアを併設。

ザウルスガーデン
- 恐竜の生活をイメージした空間で、飲食をテイクアウトスタイルで楽しめるコーナー。記念刻印メダルやファンシーグッズを販売するショップも。
- 出店：「ファーストフードあじもり」「DINOS」「フクイ倶楽部」「恐竜こどもの国」「越前そば名店会」「うなぎ屋」「パワーショップ」「ひまわり」

レインボーザウルス
- トゥモローゾーンの中央に立つ、イタリア製のガラスタイルで作られた高さ16mの恐竜のモニュメント。設計はアレッサンドロ・メンディーニ。

キッズパーク
- 恐竜をコンセプトにした遊戯施設。
- ラッキーフクリュウ売り場
- 乗り物恐竜
- ワームホール
- プレイランド
- アイスワールド「氷河期の世界」

## メインステージのイベント

### 7月
- 引田天功DINOイリュージョン（7月20日 - 23日）
- 太鼓フェスティバル（7月24日）
- 宝くじ抽選会（7月26日）
- ミュージカル「がんばれ！ダストバスターズ」（7月27日 - 31日）
- ミュージカル「VIVACE」（ヴィヴァーチェ）（7月27日 - 31日）

### 8月
- トップドッグショー（8月1日 - 27日）
- 越前若狭見廻り奉行・越前屋俵之助の「ふるさとご自慢大会」（8月13日）
- 花菱アチャコ杯争奪イベント（8月14日）
- 自衛隊音楽隊（8月18日・19日）
- 読売テレビタイアップ「24時間テレビ」(8月20日)
- アスペン音楽祝祭（8月26日）
- 中国雑技団（8月28日 - 9月3日）

### 9月
- ダンスフェスティバル（9月2日）
- ローラーブレードショー（9月4日 - 17日）

## 参考資料
- 恐竜エキスポふくい2000公式ガイドブック（恐竜エキスポふくい2000実行委員会）
- 恐竜エキスポふくい2000パンフレット各種